# نووتایشوو
نووتایشوو (انگلیسی: Novotaishevo) یک شهرک در شهرستان گافوریسکی استان باشقیرستان کشور روسیه است.